# Bad Oberdorf

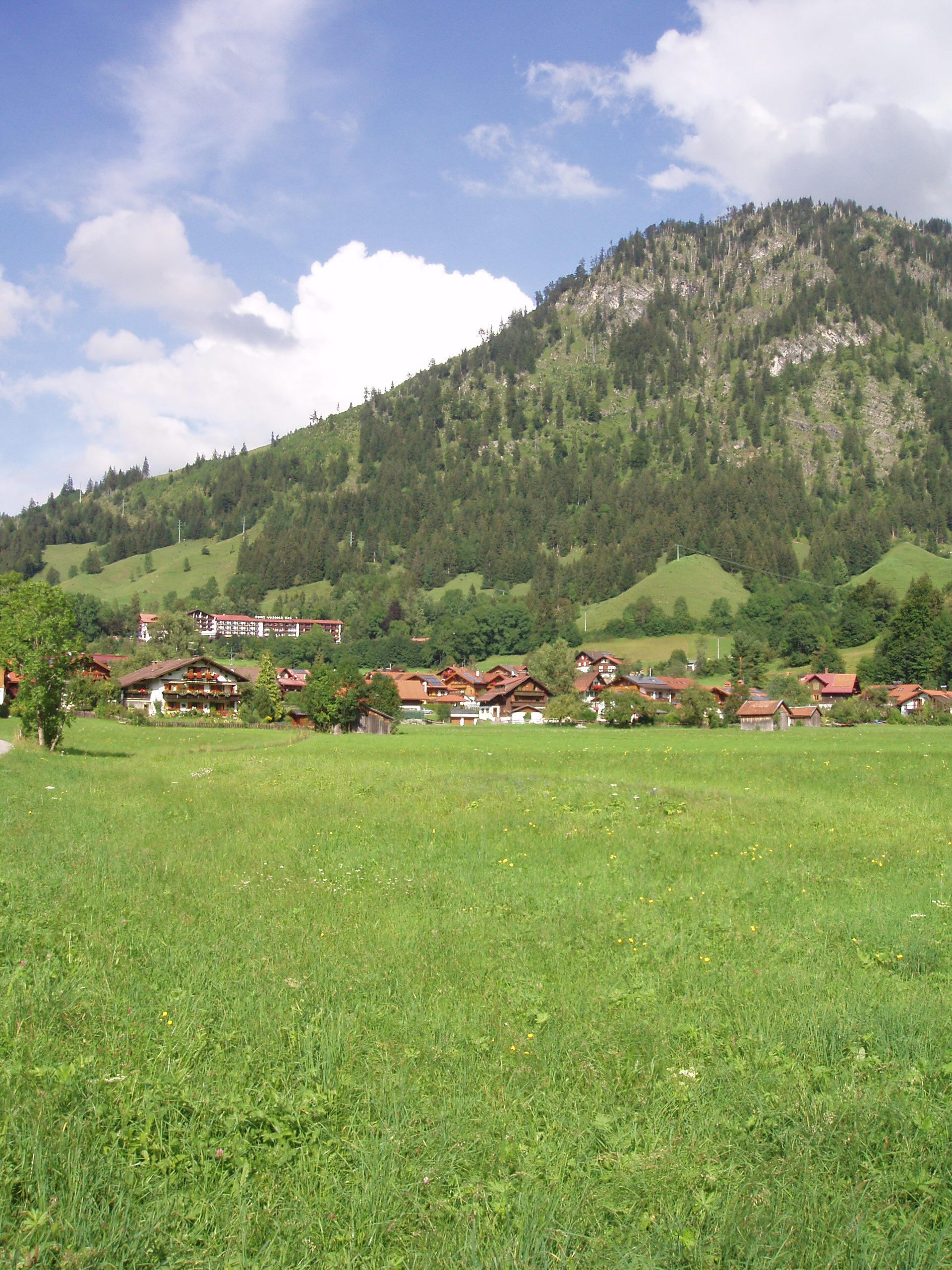
Bad Oberdorf. Am oberen Ortsrand das Hotel Prinz-Luitpold-Bad, Fundort der Schwefelquelle

Bad Oberdorf ist ein Gemeindeteil des Marktes Bad Hindelang im bayerisch-schwäbischen Landkreis Oberallgäu.
Im Jahre 1900 verlieh Prinzregent Luitpold von Bayern Oberdorf den Titel „Bad“. Grund war die Nutzung einer Schwefelquelle am Fuße des Iseler (1886 m). 
Bad Oberdorf wurde im 20. Jahrhundert mehrmals, besonders schwer 1924, von verheerenden Hochwassern des Wildbaches verwüstet.
Auf dem landwirtschaftlichen Anwesen, das Ilse Heß (Ehefrau von Rudolf Heß) in Bad Oberdorf bei Bad Hindelang im Allgäu bewirtschaftete, wurde im März/April 1945 ein mit einem Häftling besetztes Außenlager des KZ Dachau eingerichtet.

## Sakralbauten

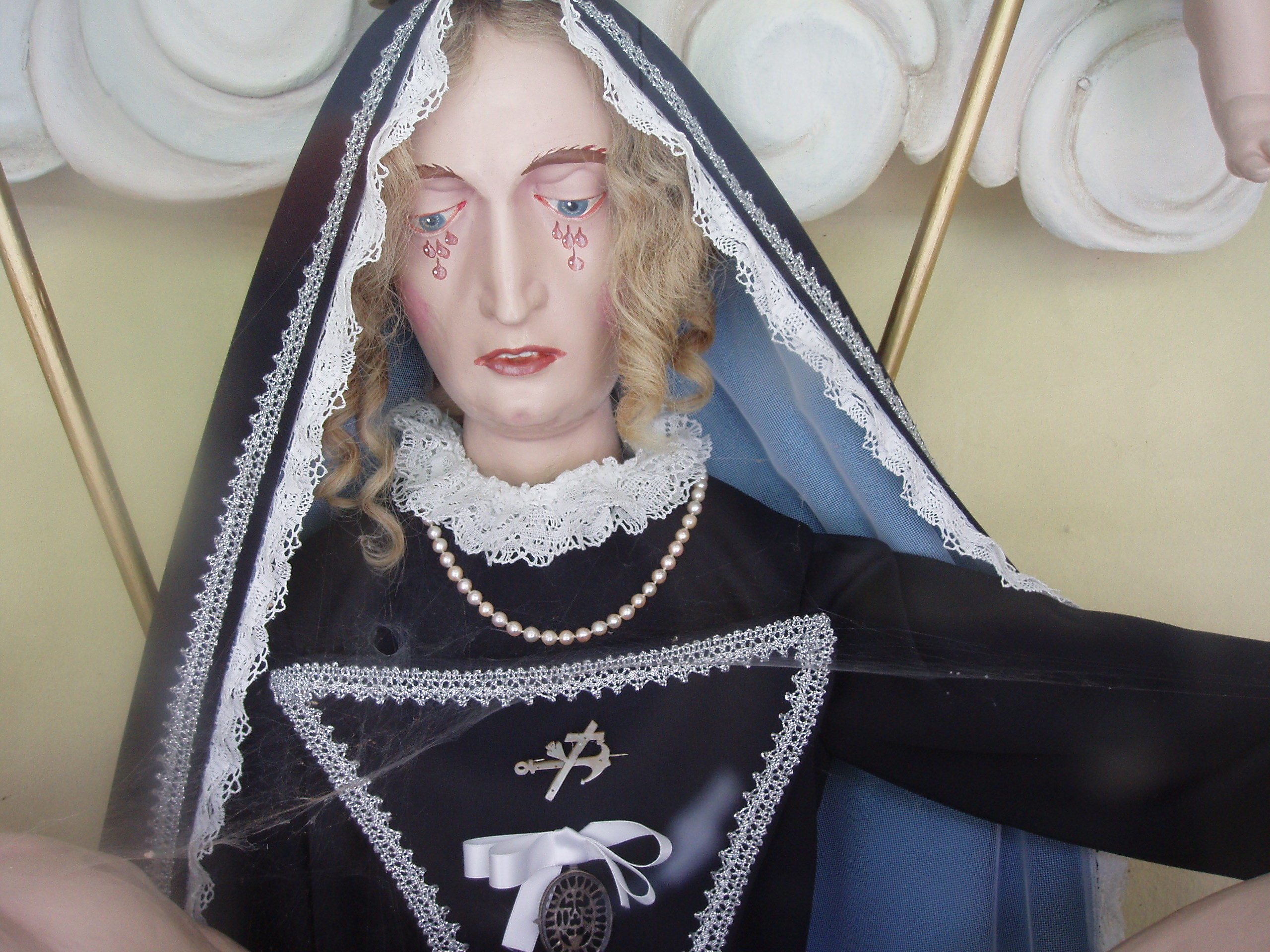
Marienbild der Wegkapelle

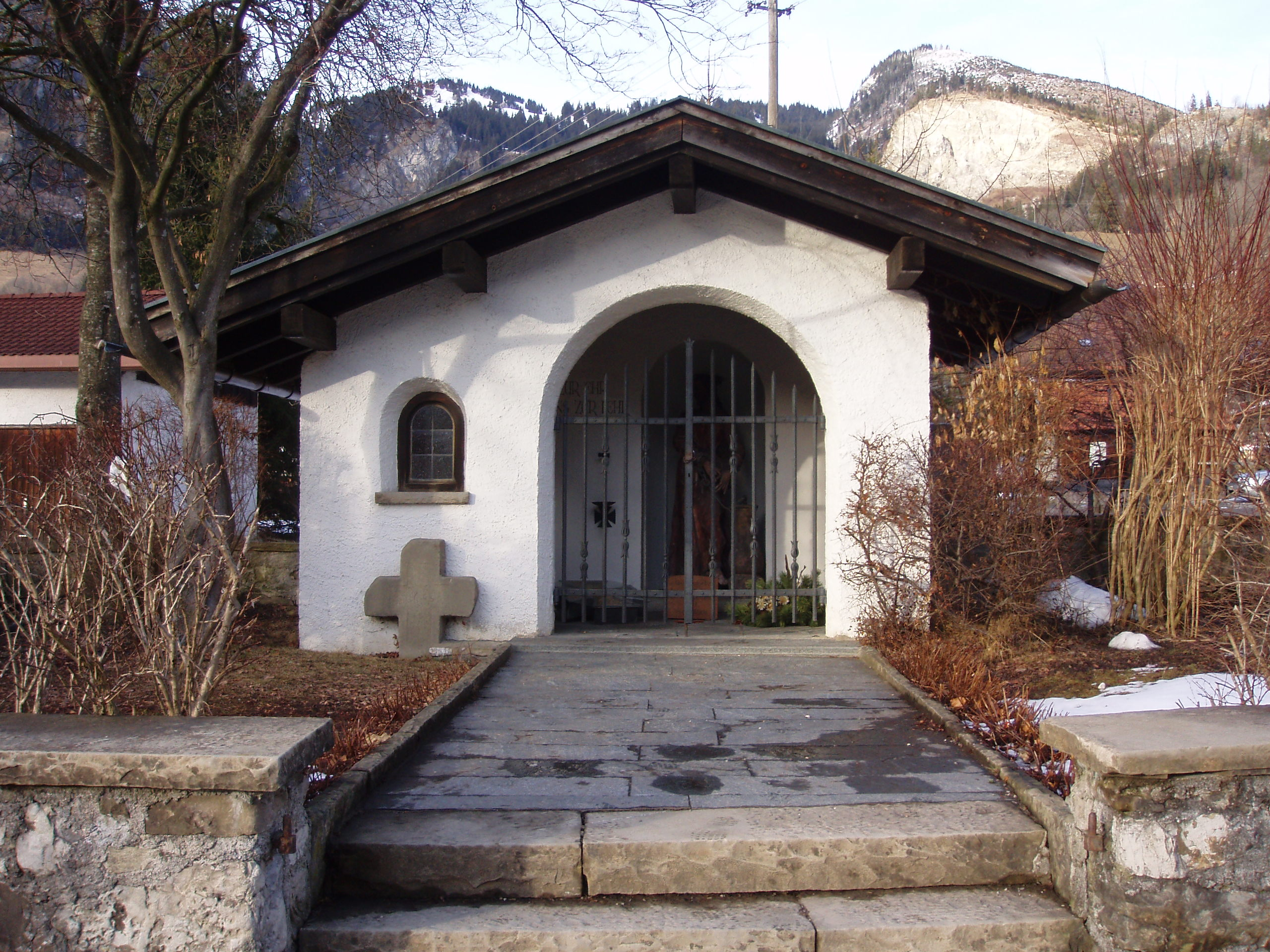
Die Kriegergedächtniskapelle mit dem Sühnekreuz

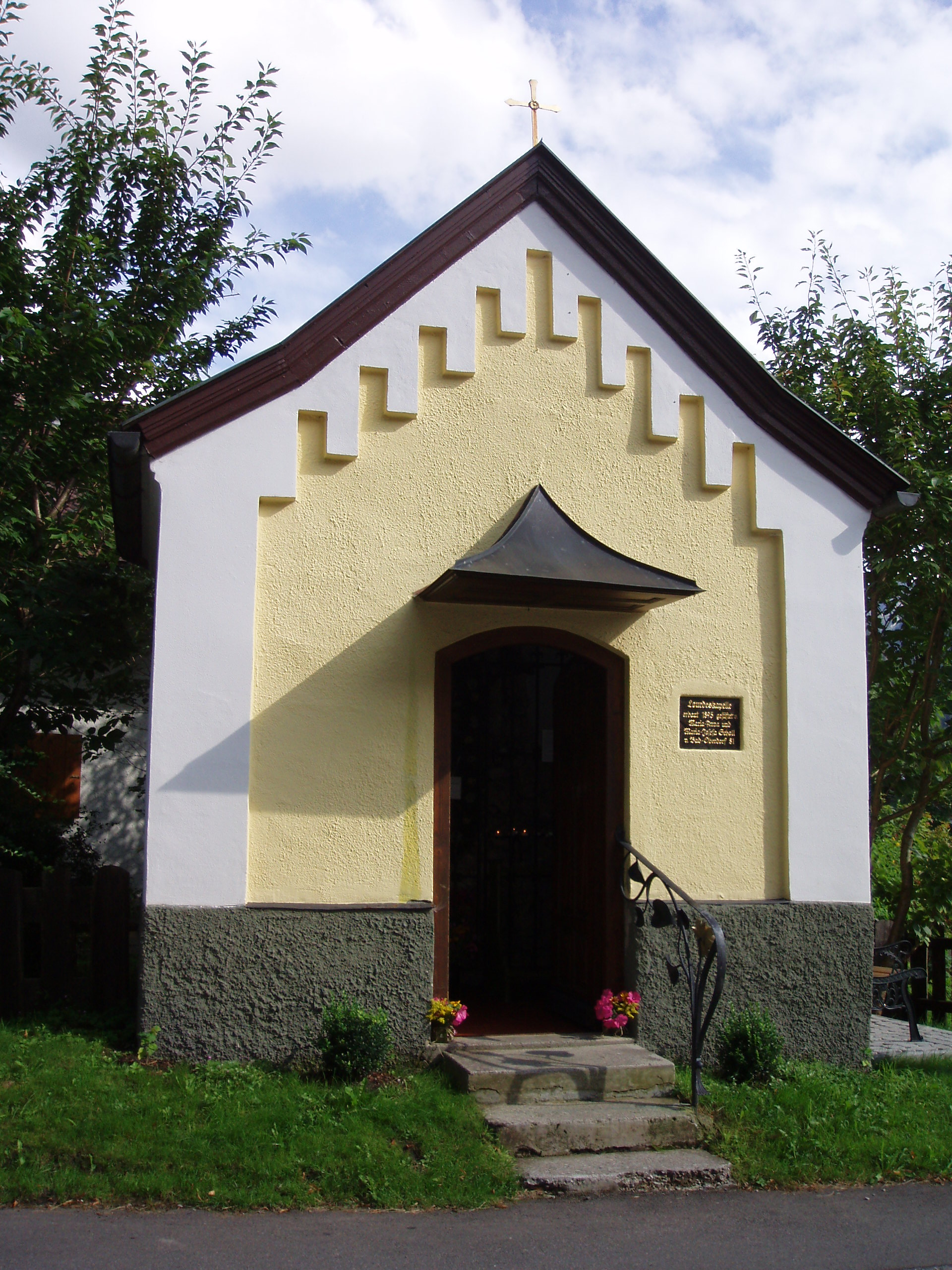
Die Lourdeskapelle

In Bad Oberdorf steht die an Kunstschätzen reiche Kirche Unserer lieben Frau im Ostrachtal und St. Jodokus. Hier ist u. a. ein Madonnenbild von Hans Holbein dem Älteren zu sehen, das erst 1935 wiederentdeckt wurde.
Die Wegkapelle Scholl in Bad Oberdorf steht am Ufer des Hirschbachs am Ortsrand.
Sie dürfte in der ersten Hälfte des 19. Jahrhunderts erbaut worden sein. Der verputzte Bruchsteinbau öffnet sich nach Südosten mit einem Rundbogen, unter dem eine Marienfigur mit geschnitztem Kopf und geschnitzten Händen zu sehen ist. Der Christus stammt aus der Zeit des Hochbarock. Die arma Christi, die Waffen Christi, sind angedeutet durch Engelsfiguren mit Speer und Ysopstab. Sie wurden um 1790 geschaffen und könnten aus den Eberhard-Werkstätten in Hindelang hervorgegangen sein.
1895 wurde die Lourdeskapelle beim Schanzpark in Bad Oberdorf errichtet. Sie geht auf eine Stiftung der Anwesenbesitzerinnen Maria Anna und Josepha Scholl zurück. Bis 1965 hatte sie ein Schindeldach, dann wurde sie mit Kupfer gedeckt; 1967 wurden bleiverglaste Fenster gestiftet. Seit 1972 befindet sie sich, wie auch die Kriegergedächtniskapelle, unter der Obhut der Kirche. 1973 wurden der Weihwasserkessel und das schmiedeeiserne Gitter vor dem Figurenschmuck angeschafft. Die letzte umfassende Renovierung des denkmalgeschützten Bauwerks erfolgte 1994.
Die Kriegergedächtniskapelle ist der 1950 errichtete Nachfolgebau der ehemaligen Jodokuskapelle. An einer der Außenwände ist ein Sühnekreuz von 1603 angebracht, das einst in die Jodokuskapelle integriert war. Im Inneren befindet sich eine klassizistische Figur des Kerkerchristus, die um 1780 wohl im Umfeld der Eberhard-Werkstätten entstand. Auch sie befand sich zuvor in der Jodokuskapelle.
An der Bad Oberdorfer Straße steht ein Bildstock mit einer spätbarocken Darstellung Christi bei der Rast. Die Figur stammt aus der Frühzeit der Melchior-Eberhard-Werkstätte und dürfte um 1740 geschaffen worden sein.
Am Ortsausgang nach Bad Hindelang befindet sich ein zweites Sühnekreuz.
Ein Grenzstein aus der Zeit um 1700 zeigt zwei Wappenschilde. Die Sandsteinplatten sind jedoch durch Verwitterung stark beschädigt.

## Museen
In der Oberen Mühle wurde ein kleines Museum zur Ortsgeschichte eingerichtet. 
Bad Oberdorf hat ein „Friedenshistorisches Museum“, das an Menschen erinnert, die sich für Frieden und Versöhnung eingesetzt haben.

## Hammerschmieden
Ab 1490 wurde unter Graf Hugo von Montfort-Rothenfels in der Umgebung der Hornkapelle Eisenerz abgebaut. Um 1540 wurde zwischen Hindelang und Hinterstein eine Schmelzhütte eingerichtet, von der die Hammerschmieden im Ostrachtal profitierten. Von den mit Wasserkraft betriebenen Eisenhämmern, die einst hauptsächlich zur Herstellung von Hellebarden und Landsknechts-Spießen, später zur Produktion handgeschmiedeter Bergschuhnägel und Bratpfannen dienten, sind drei erhalten geblieben und auch noch in Betrieb: Die Hammerschmiede Brutscher als Ständerbau des 18. Jahrhunderts auf Rollsteinsockel, die Hammerschmiede Besler, Wille, Scholl als eingeschossiger Bruchsteinbau mit einzelnen Ständerwänden, ebenfalls aus dem 18. Jahrhundert, und die Hammerschmiede Hartmann. Auch sie ist in Gestalt eines eingeschossigen Bruchsteinbaus des 18. Jahrhunderts erhalten geblieben, der allerdings im 19. Jahrhundert einen neuen oberen Mauerkranz aus Ziegeln und ein neues Dach erhielt. Weitere Nagelschmieden sind zwar nicht mehr als solche in Betrieb, aber als Bauwerke erhalten, so die Nagelschmiede Brutscher beim Wildbach, ein verschindeltes Haus mit Steildach, das im 18./19. Jahrhundert als aufgeständerter Riegelbau errichtet wurde, die Nagelschmieden Keck, Haas und H. Schmid sowie die ehemalige Messerschmiede zum Haus Nr. 100.